# SN 2006sa
SN 2006sa – supernowa typu II-P odkryta 12 listopada 2006 roku w galaktyce A020514-0448. W momencie odkrycia miała maksymalną jasność 21,00m.